# Bromessigsäure
Bromessigsäure (auch: Monobromessigsäure) ist ein Derivat der Essigsäure, bei welcher ein Wasserstoffatom der Methylgruppe durch ein Bromatom ersetzt ist. Ihre Salze werden als (Mono-)Bromacetate bezeichnet.

## Darstellung
Die Darstellung erfolgt durch Umsetzung von Chloressigsäure in einer nukleophilen Substitutionsreaktion mit Kaliumbromid oder Bromwasserstoff in Gegenwart von Aluminiumchlorid.
{\displaystyle \mathrm {Cl{-}CH_{2}{-}COOH\ +\ KBr\rightleftharpoons } }{\displaystyle \mathrm {Br{-}CH_{2}{-}COOH\ +\ KCl} }
In einer Hell-Volhard-Zelinsky-Reaktion kann die Verbindung direkt durch die Umsetzung von Essigsäure mit Brom in Gegenwart von Phosphortribromid hergestellt werden.

## Eigenschaften
Bromessigsäure bildet farblose Kristalle mit stechendem Geruch, die zwischen 46 und 49 °C schmelzen und sich leicht in Wasser, Ethanol, Diethylether und anderen organischen Lösungsmitteln lösen. Die wässrige Lösung reagiert stark sauer, deutlich stärker sauer als Essigsäure. Der Grund dafür ist die Stabilisierung des Anions durch das recht elektronegative Bromatom: Es wirkt elektronenziehend und verteilt (delokalisiert) die negative Ladung des Anions über das gesamte Molekül. Das Anion bildet sich daher leichter als das entsprechende Anion der Essigsäure. In wässriger Lösung bildet die Bromessigsäure mit Wasser Oxonium-Ionen und Bromacetat-Anionen.

## Verwendung
Bromessigsäure ist Ausgangsstoff für verschiedene Synthesen, beispielsweise für Pflanzenschutzmittel oder Arzneimittel.

Direkte Anwendung fand Bromessigsäure als Konservierungsmittel für Lebensmittel. Diese Anwendung ist allerdings mittlerweile in den meisten Staaten verboten. Bromessigsäure ist stark alkylierend und hat eine hemmende Wirkung auf Enzyme mit SH-, OH- oder NH2-Gruppen im aktiven Zentrum. Sie kam früher hauptsächlich in süßen französischen Weinen vor. In den 1980er-Jahren kam es in der Bundesrepublik Deutschland nach der verbotenen Verwendung von Bromessigsäure als Konservierungsmittel in Bier durch die Brauerei Schäff in Treuchtlingen zu einem Skandal.
Flüchtige Ester der Bromessigsäure werden als Tränengas verwendet. Sie wirken reizend auf das Atmungssystem und die Augen und können diese schädigen. In größerer Konzentration wirken sie ätzend und können dauernde Schäden an den Augen verursachen. Sie dürfen nicht von Kindern verwendet werden und sind deshalb als Scherzartikel verboten (siehe Bedarfsgegenständeverordnung).

## Sicherheitshinweise
Bromessigsäure und ihre Lösungen wirken stark ätzend und sind giftig.